# Пояна-Руске
Пояна-Руске (рум. Poiana Ruscă) — відособлений могутній масив на заході Румунії, у Карпатах.
Характерна для всіх складених кристалічними породами гір потужність у Пояна-Руске декілька знижується радіальними перетинами долин. Ці долини, на зразок спиць в колесі, розрізають масив, відвойовуючи у нього місце дорогам, селищам і ріллі. Гори невисокі (вершина Падеш 1380 м), але мають надзвичайно важливе значення для економіки Румунії, оскільки багаті металами.
| Румунія | Це незавершена стаття з географії Румунії. Ви можете допомогти проєкту, виправивши або дописавши її. |